# Maja Zupan
Maja Zupan, slovenski fotomodel in igralka, * 1999
Kot dijakinja Srednje veterinarske šole v Ljubljani je osvojila naslov Miss Slovenije 2017, pred tem pa lento miss Gorenjske. Pred tekmovanjem ni imela izkušenj z manekenstvom.
Bila je ambasadorka 18. Tedna ljubiteljske kulture, prisostvovala je njegovemu odprtju v Kranju. Nastopila je v kampanji za modno kolekcijo Alpine, predstavljala je tudi znamko QuickShoelace  in podjetje Dewesoft . Je obraz Tosamine znamke Jasmin Nature.
Bila je članica prostovoljne ekipe projekta Maske za vse, ki je prejela jabolko navdiha s strani predsednika, g. Boruta Pahorja .
Poleg manekenstva in igralstva je ljudem poznana tudi kot povezovalka prireditev. Delala je tudi kot vodja prodaje v zagonskem podjetju, organizirala je kongrese in prireditve ter vodila projekte v marketinški agenciji .

## Študij
Diplomirala je na Fakulteti za organizacijske vede v Kranju. Odločila se je za podiplomski študij v smeri poslovodenja.

## Igralstvo
Kot igralka je debitirala v vlogi Chiele v slovenskem neodvisnem filmu Gepack (2024). Zaigrala je tudi v slovenski TV seriji Skrito v raju v vlogi Steinerjeve tajnice Petre.

## Zasebno
Odraščala je v Britofu pri Kranju. Plesala je v folklorni skupini Iskraemeco Kranj. Prva tri leta je hodila na OŠ Jakoba Aljaža, nato pa v OŠ Predoslje zaradi selitve. V tem času se je udeleževala likovnih tekmovanj. Visoka je 176 cm.